# Michael König
| 246171 Konrad         | 4 settembre 2007  |
| 300334 Antonalexander | 12 settembre 2007 |

Michael König, o anche Koenig, (...) è un astronomo amatoriale tedesco.
Il Minor Planet Center gli accredita le scoperte di due asteroidi, effettuate entrambe nel 2007.